# 水塘河 (格凸河)
水塘河，位于中国贵州省安顺市紫云县境内，是濛江中游格凸河段右岸支流，发源于紫云县猴场镇打纳沟北，向北流经猴场镇驻地及水塘镇，于穿洞风景区注入格凸河。河长36.1千米，流域面积237平方千米。